# Bombarda 58 B
La Bombarda 58 B fu il primo mortaio da trincea francese della prima guerra mondiale, venne estesamente utilizzato anche dal Regio Esercito.

## Storia
La bombarda 58 B era la versione italiana del mortaio francese Mortier de 58 T N°1 bis fu messa in linea, dall'esercito francese, nel marzo del 1915. La 58 B fu sviluppata insieme alla 58 A con l'intento di avere un pezzo più leggero e trasportabile anche se limitato al lancio del proietto più leggero previsto per la 58 A.
Versione alleggerita della 58 A era scomponibile in cinque pezzi: la canna, dotata di due volantini, con avviato sulla culatta il portamozzo, l'affusto con le guance su cui si impegnavano i volantini della canna, la base circolare dell'affusto si impegnava sulla cassa, dotata di quattro anelli per l'inserimento delle barre di trasporto, l'affusto era mantenuto nel foro circolare della cassa da una contropriastra. L'affusto poteva ruotare rispetto alla cassa, permettendo un arco di tiro di 35°. Sulla parte posteriore della cassa si imbullonava lo scudo.

## Servizio
- Leggero L.S. - 16 kg, con 5,35 kg di carica esplosiva. 6 alette stabilizzatrici, codolo cavo.

## Esemplari conservati
- Molti pezzi adornano i memoriali della Grande Guerra in Francia.
- Passion & Compassion 1914-1918. French Artillery - immagini di esemplari residuati